# Viaduc d'Austerlitz
Il Viaduc d'Austerlitz (Italiano: Viadotto di Austerlitz) è un ponte ferroviario di Parigi che attraversa la Senna. È utilizzato unicamente per il traffico ferroviario della linea 5 della metropolitana di Parigi. Esso collega la stazione di Parigi Austerlitz, nella sponda sinistra, alla Quai de la Rapée, dall'altra parte del fiume.

## Storia
A causa dell'impossibilità di posizionare un pilastro al centro del fiume, per via del traffico fluviale, nel 1903 l'ingegnere Luigi Biette, con l'aiuto di Fulgence Bienvenüe, progettò un ponte metallico che attraversava il fiume con un'unica campata.
Con il compito di costruire il ponte, la Société de Construction de Levallois-Perret (Società di Costruzioni di Levallois-Perret) propose un ponte con una campata che raggiungeva i 140 m, un record rispetto a tutti gli altri ponti Parigini, ancora oggi battuto solamente dal Pont Charles-de-Gaulle.
Il viadotto è costituito da due archi metallici parabolici collegati in tre punti (due in prossimità delle sponde del fiume e uno esattamente in cima agli archi) e un'unica campata larga 8,5 m e sospeso a 11 m dall'acqua. Poiché il ponte sarebbe stato troppo vicino all'acqua, gli archi sono stati elevati e fissati a due grandi massi (di dimensione 22 m x 18 m) posti sulle rive.
L'ingresso al ponte dalla sponda sinistra (Gare d'Austerlitz) non ha posto nessun particolare problema per il progetto di costruzione, ma sulla riva destra non sarebbe stato facile demolire le strutture esistenti per aprire un varco per l'uscita del ponte.
Quindi per aggirare questo problema, invece di un'uscita dritta che porta fuori dal ponte principale come quella sulla riva sinistra, è stata eretta una struttura curva con travi rivettate, parallele alle rotaie.
Questa rampa elicoidale ha un raggio di circa 75 m e una pendenza del 40%, e si curva fino a che le rotaie non raggiungono la quota di terra.